# Natura 2000-område nr. 153 Havet og kysten mellem Hundested og Rørvig
Natura 2000-område nr. 153: Havet og kysten mellem Hundested og Rørvig  er et Natura 2000-område der består af habitatområde H134 og fuglebeskyttelsesområde F102 har et areal på 4.012 hektar, hvoraf det meste er hav, men landarealet udgør 120 ha, hvoraf cirka 64 ha ejes af naturstyrelsen. Det ligger i Odsherred og Halsnæs Kommuner.

## Områdebeskrivelse
Havareal på 3.892 ha, og består af lavvandede havområder mellem Rørvig- og Halsnæs-halvøen. Overgangsområdet mellem Kattegat og Isefjord har vanddybder på mellem 2 og 6 meter bortset fra et par sejlrender med fra 6 til 14 meters dybde. De store lavvandede områder er delvis dækket af ålegræs ud til en dybde på omkring 4-5 meter, men bestanden er over store områder meget tynd. Til gengæld er der en udbredt forekomst af enårige trådalger, der i sensommeren dækker store dele af bunden. Bunddyrene er domineret af de nedgravede tallerkenmuslinger og på lidt dybere vand hampefrømuslinger. Farvandet er i isvintre rasteplads for store flokke af edderfugle og dykænder. Det meste af landarealet ligger på Rørvig-halvøen, og består af klitområderne vest og syd for Korshage, kærområderne omkring Flyndersø samt hele Skansehage og Dybesø. På Halsnæs er kun selve kysten med i området. Dybesø er områdets største sø, og huser en forekomst af planten strandbo og en bredvegetation som domineres af hvas avneknippe. Omkring Flyndersø findes en artsrig rigkærsvegetation, som bl.a. huser en lille bestand af den sjældne orkide mygblomst, der er en del af udpegningsgrundlaget for habitatområdet.
Natura 2000-området ligger
i Vandområdedistrikt II Sjælland i vandplanoplandene 2.2 Isefjord og Roskilde Fjord

## Fredninger
Korshage og Flyndersøområdet blev fredet i 1950 med det formål at sikre arealet i den daværende tilstand, herunder bl.a. at forhindre, at området opdyrkes, bebygges eller beplantes. Dybesø og de nære omgivelser er omfattet af en fredning fra 1959 for at bevare landskabet i daværende tilstand og sikre det mod diverse anlæg, bebyggelser og beplantninger. . Lige syd for Hundested støder området til den yderste spids af Nationalpark Kongernes Nordsjælland.

## Eksterne kilder og henvisninger
1. ↑  Vandplan – Hovedvandopland Isefjord og Roskilde Fjord Arkiveret 12. august 2018 hos  Wayback Machine på mst.dk
2. ↑  Om fredningen på fredninger.dk

- Kort over området på miljoegis.mim.dk
- Naturplanen Arkiveret 14. juli 2020 hos  Wayback Machine
- Basisanalysen 2016-21 Arkiveret 12. juli 2020 hos  Wayback Machine